# フェルナンド・バスコウ
フェルナンド・バスコウ（Fernando Bascou、1987年4月5日 - ）は、ウルグアイのラグビーユニオン選手。

## プロフィール
- ウルグアイ出身[1]。
- ポジションはフランカー(FL)。
- 身長 188cm、体重 96kg
- ウルグアイ代表キャップは26（2025年4月現在）でラグビーワールドカップ2015のウルグアイ代表に選ばれた[2]。

## 略歴
2013年、プカル・スタッド・ガウロイスに加入。